# Steroïde

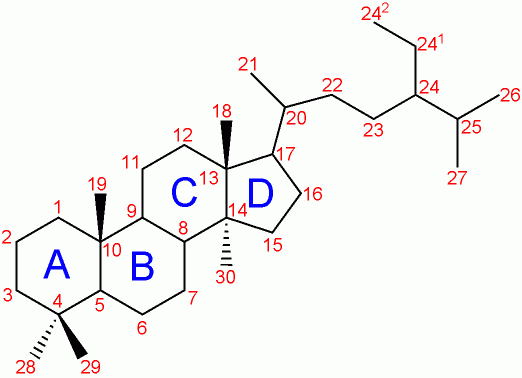
Ringaanduiding en nummering van de bindingsplaatsen van steroïden

Steroïden zijn lipiden met vier karakteristieke koolstofringstructuren. Ze zijn opgebouwd als een triterpeen (C30). Cholesterol dient als uitgangsstof van de steroïden.
Verschillende steroïden onderscheiden zich in de functionele groepen die verbonden kunnen zijn aan de koolstofringen. Er zijn honderden steroïden geïdentificeerd in planten, dieren en schimmels. 
Sommige steroïden zijn belangrijke hormonen, de steroïdhormonen, zoals de 
- corticosteroïden
- anabole steroïden
- geslachtshormonen (bijvoorbeeld progesteron, oestrogeen en testosteron).